# Hikari Ōe
Hikari Ōe (Ōe Hikari, nacido el 13 de junio de 1963) es un compositor japonés que tiene autismo. Es hijo del escritor y ganador del Premio Nobel Kenzaburō Ōe.
Hikari Oe nació con unas discapacidades en su desarrollo cuya evolución le habría llevado a la muerte. Los doctores trataron de convencer a sus padres de dejarlo morir, pero ellos desistieron. Tras una operación, permaneció con discapacidad visual, retraso en el desarrollo, epilepsia y una coordinación física limitada. Tampoco podía hablar mucho.
Se dice que Hikari paseaba con sus padres cerca de su casa y oyó el cantar de un pájaro. Hikari lo imitó con gran precisión. Sus padres quedaron fascinados. Le compraron grabaciones de audio con cantares de pájaros, gracias a los cuales aprendió. Así fue como tuvieron la idea de contratar un profesor de música para Hikari. Sus padres contrataron entonces a la profesora de piano Kumiko Tamura para su hijo. En vez de hablar, Hikari comenzó a expresar sus sentimientos a través de la música y mediante composiciones musicales. Con el tiempo, se le enseñó solfeo.
Kenzaburō Ōe ha acreditado a su hijo como su influencia en su carrera literaria porque él intentó dar a su hijo "voz" a través de la escritura. La bibliografía de Kenzaburo Ōe siempre ha sido mencionada por críticos literarios como una referencia a su hijo. En 1994, Kenzaburō Ōe ganó el Premio Nobel de Literatura.

## Discografía
- Music of Hikari Ōe, Vol. 1 por Hikari Ōe, Hiroshi Koizumi, y Akiko Ebi (CD de Audio)
- Music of Hikari Ōe, Vol. 2 por Hikari Ōe, Hiroshi Koizumi, Akiko Ebi, y Tomoko Katō (CD de Audio)